# Гуревич, Исидор Яковлевич
Исидор Яковлевич Гуревич (13 марта 1882 — 1931) — русский писатель-сатирик, журналист, драматург.

## Биография
Родился в семье Якова Самарьевича Гуревича, автора трудов по каббалистике и библиографии. Старший брат - Исаак Яковлевич Гуревич. Исидор Гуревич окончил историко-филологический и юридический курсы профессоров И.М. Гревса и М.А. Дьяконова в Санкт-Петербурге. Работал репортером от газеты «Голос Севера» во 2-й Государственной Думе. Печатался в «Новостях», «Биржевых ведомостях», «Волшебном фонаре», «Сатириконе», «Солнце России», «Всемирной панораме», «Голосе Севера» и других изданиях. Автор пьес, поставленных в столичных и провинциальных театрах. Ученик А.А. Измайлова.

## Избранное
- Бархатные когти (сборник, СПб, 1910, 2-е издание в 1912)

### Пьесы
- Победа (1911)
- В тихом интеллигентном семействе (1912)
- Если женщине изменяют (1913)